# الن تام
الن تام (انگلیسی: Alan Tam؛ چینی: 譚詠麟؛ زادهٔ ۲۳ اوت ۱۹۵۰) خواننده و هنرپیشه اهل هنگ کنگ است.
از فیلم‌ها یا مجموعه‌های تلویزیونی که وی در آن‌ها نقش داشته است می‌توان به «۷۲ شهید» و شمشیر خدایان اشاره نمود.